# Humanesque
Humanesque è l'album di debutto solista di Jack Green. La traccia I Call, No Answer vede la partecipazione di Ritchie Blackmore dei Deep Purple come prima chitarra.

## Lista tracce
- Tutte le canzoni sono scritte da Jack Green e Leslie Adey

1. "Murder"  – 3:21
2. "So Much"  – 3:52
3. "Valentina"  – 4:22
4. "Babe" (Jack Green) – 3:33
5. "Can't Stand it"  – 3:35
6. "I Call, No Answer" (Jack Green)  – 3:33
7. "Life on the Line"  – 4:03
8. "'Bout That Girl" (Jack Green) – 3:02
9. "Thought it was Easy" (Jack Green, Jackie Green)  – 2:48
10. "Factory Girl"  – 2:49
11. "This is Japan"  – 3:12

## Formazione
- Jack Green – basso, chitarra e voce.
- Ritchie Blackmore – chitarra in "I Call, No Answer".
- Brian Chatton – tastiere.
- Mel Collins – Saxofono.
- Pete Tolson – chitarra.
- Andy Dalby – chitarra.
- Ian Ellis – basso.
- Mac Poole – batteria.
- John Warwicker – design.
- Le Breton – design.
- Peter Kuys – produttore esecutivo.